# Ґеорґ Неплер
Ґеорґ Неплер (нім. Georg Knepler; 21 грудня 1906, Відень — 14 січня 2003, Берлін) — австрійський піаніст, диригент і музикознавець.

## Життєпис
Георг Неплер — син композитора та лібретиста Пауля Неплера та племінник музичного видавця та імпресаріо Гуґо Неплера. З 1926 року навчався гри на фортепіано у Едуарда Стюермана, диригування у Ганса Галя та музикознавства у Гвідо Адлера, Вільгельма Фішера, Егона Веллеса, Рудольфа фон Фікера та Роберта Лаха у Віденському університеті. У 1931 році отримав докторський ступінь, захистивши дисертацію на тему «Форма в інструментальних творах Йоганнеса Брамса». Одночасно з 1928 по 1931 рік акомпанував на фортепіано Карлу Краусу, який читав свої «лекції» з оперет Жака Оффенбаха у Відні, Берліні, Празі, Мюнхені та інших містах. У той же період він працював капельмейстером, акомпаніатором і диригентом у Віденській народній опері та Віденському міському театрі, з 1930 по 1931 рік — у Мангаймі та з Карлом Францом Ранклем у Вісбадені, а також диригентом робітничих хорів. 1932/33 роки ознаменувалися його співпрацею з Бертольтом Брехтом і Ганнсом Айслером. Він був акомпаніатором-піаністом Гелен Вайґель, яка співала «Колискові матері пролетарки» Айслера на мітингах робітників.
З 1933 року єврею і комуністу Ґеорґу Неплеру заборонили будь-яку діяльність і він повернувся до Австрії. Оскільки у квітні 1933 року композитор приєднався до забороненої Комуністичної партії Австрії у Відні й продавав комуністичні газети, то був заарештований у січні 1934 року. Того ж року зміг емігрувати до Англії. Там він дедалі інтенсивніше звертався до вчень Карла Маркса та Фрідріха Енгельса, сприймав їхній світогляд і діалектику й розвивав на цій основі власну дослідницьку роботу. Паралельно з музикознавчою та журналістською діяльністю працював оперним диригентом, музичним керівником емігрантського театру «Латерндль» та секретарем Австрійського центру.
У 1946 році повернувся до Відня і став культурним радником Комуністичної партії Австрії. З 1949 року Неплер працював у Східному Берліні, де того ж року була заснована НДР. Зберіг австрійське громадянство. У 1957 році переведений з КПА в Соціалістичну єдину партію Німеччини.

### Викладацька діяльність у Берліні
У 1950 році Ґеорґ Неплер заснував Берлінський німецький музичний університет, став його ректором і очолював заклад до 1959 року. В 1964 році університет перейменували на Берлінську вищу школу музики імені Ганнса Айслера. Його концепція була спрямована на підготовку музикантів і співаків «нового типу», які, крім своєї професійної кваліфікації, також повинні брати активну участь у суспільному житті. З 1959 по 1970 рік очолював Інститут музикознавства при Берлінському університеті імені Гумбольдтів, де зосередився на розвитку марксистсько-орієнтованого викладання та досліджень як відповіді на не соціалістичне музикознавство. У 1964 році Неплер став дійсним членом Академії наук НДР.
Ґеорґ Неплер помер 14 січня 2003 року в лікарні Кепенік. Залишив дружину Флоренс Неплер (1910—2011), уроджену Вілес, сина та двох онуків.

## Нагороди
- 1960: Бронзовий орден «За заслуги перед Вітчизною»
- 1962: Національна премія НДР
- 1971: Прапор Праці
- 1976: Золотий орден «За заслуги перед Вітчизною»
- 1981: Золота зірка Дружби народів
- 1986: Почесна застібка до ордена «За заслуги перед Вітчизною» в золоті

## Твори
- Історія музики XIX століття. Берлін 1961.
- Історія як спосіб розуміння музики. Про теорію, метод та історію музичної історіографії. Лейпциг 1977, 2-га переглянута версія 1982.
- Думки про музику. Виступи, досліди, есе, рецензії. Берлін 1980.
- Карл Краус читає Оффенбаха. Берлін 1984.
- Вольфганг Амаде Моцарт, Підходи. Берлін 1991; Нове видання 2005 року.

- Моцарт свого і нашого часу. Уривок з останнього розділу «Вольфганг Амадей Моцарт – Підходи». В: Між світом. Журнал культури вигнання та опору. Том 19, № 4; Відень, лютий 2003 р., ISSN 1606-4321, стор. 36–38.

- Влада без панування. Реалізація можливості. Kai Homilius Verlag, Berlin 2004, ISBN 3-89706-651-3.